# Against the Grain (film 1918)
Against the Grain è un cortometraggio muto del 1918 diretto da Henry Edwards. Il regista è anche protagonista del film, promosso dal Ministero dell'Informazione, insieme a Chrissie White, una delle attrici più popolari della Hepworth, che Edwards avrebbe poi sposato nel 1922.

## Produzione
Il film fu prodotto dalla Hepworth.

## Distribuzione
Distribuito dal MOI (il Ministry of Information, un dipartimento del governo creato per un breve periodo alla fine della prima guerra mondiale), il film - un cortometraggio di 45,72 metri - uscì nelle sale cinematografiche britanniche nel luglio 1918.
Si pensa che sia andato distrutto nel 1924 insieme a gran parte degli altri film della Hepworth. Il produttore, in gravissime difficoltà finanziarie, pensò in questo modo di poter almeno recuperare l'argento dal nitrato delle pellicole.